# Wazo Denké
Julien Kossi Denké znany jako Wazo Denké (ur. 18 maja 1958 w Lomé, zm. 16 marca 2014 w Limoges) – togijski piłkarz grający na pozycji środkowego obrońcy. W swojej karierze grał w reprezentacji Togo.

## Kariera klubowa
W swojej karierze piłkarskiej Denké grał w rodzimym klubie Aiglons Lomé (1978-1984) i francuskich LB Châteauroux (1984-1985), Bourges 18 (1985-1986) i AS Decize (1987-1988).

## Kariera reprezentacyjna
W 1984 roku Denké został powołany do reprezentacji Togo na Puchar Narodów Afryki 1984. Na tym turnieju zagrał w trzech meczach grupowych: z Wybrzeżem Kości Słoniowej (0:3), z Kamerunem (1:4) i z Egiptem (0:0).